# Národná koalícia

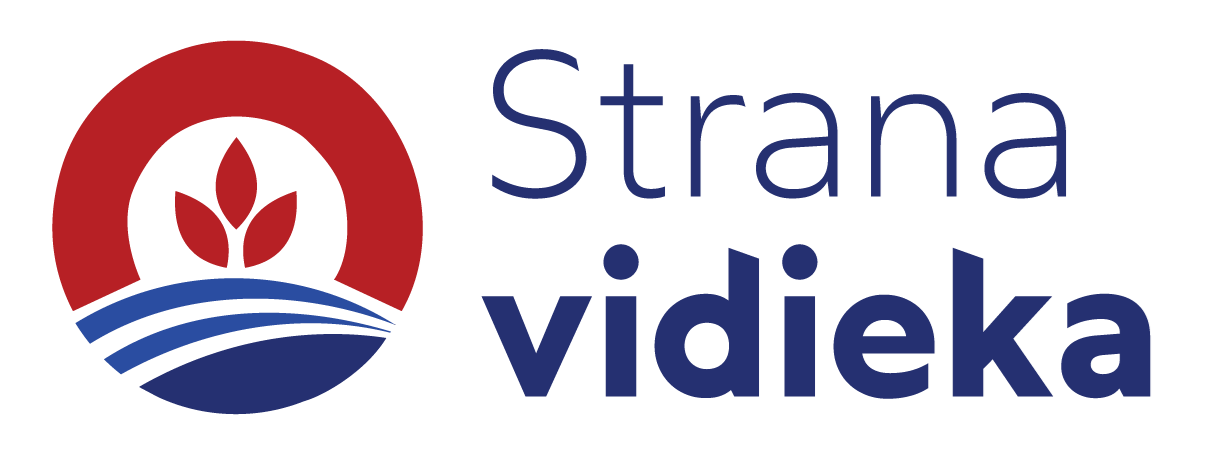
Logo der Strana vidieka

Strana vidieka (deutsch: Ländliche Partei) ist eine politische Partei in der Slowakei. Sie wurde am 5. März 2014 als Strana demokratického Slovenska (SDS; Partei der demokratischen Slowakei) gegründet.
Die SDS entstand aus Mitgliedern der zuvor Aufgelösten Bewegung für eine demokratische Slowakei (HZDS), welche in der Slowakei in den 1990er Jahren regierte. Erster Vorsitzender war Sergej Kozlík. Bei der Europawahl 2014 erhielt sie 1,49 % der Stimmen. Im August 2015 benannte sich die Partei in Národná koalícia um. Im Mai 2018 wurde Slavěna Vorobelová zur neuen Parteivorsitzenden gewählt. In Nachfolge der HZDS war die SDS bzw. Národná koalícia bis 2019 Mitglied der Europäischen Demokratischen Partei (EDP).
Bei der Präsidentschaftswahl 2019 unterstützte die Nationale Koalition die Kandidatur Štefan Harabins. Bei der Europawahl 2019 fiel sie auf 0,72 % zurück. Zur Nationalratswahl 2020 trat sie im Rahmen einer Listenvereinigung mit der rechtsextremen Partei Kotlebovci – Ľudová strana Naše Slovensko (ĽSNS) an: Slavěna Vorobelová kandidierte auf Platz 16 der ĽSNS-Liste, erhielt aber zu wenige Vorzugsstimmen um in den Nationalrat einzuziehen.
Rudolf Huliak, der Vorsitzende der Partei ab 2024, zog zur Nationalratswahl 2023 über die Liste der Slowakischen Nationalpartei in das Parlament ein.